# Carlos Cano
José Carlos Cano Fernández (Granada, 28 de enero de 1946  - ibídem, 19 de diciembre de 2000), artísticamente conocido como Carlos Cano, fue un cantautor español. Cultivó sobre todo la copla, aunque también el fandango, la habanera, el fado, el tango, el pasodoble, la nana, la murga y el bolero. 
Entre sus grandes éxitos están las canciones Verde, blanca, verde, Habaneras de Cádiz y María la Portuguesa.

## Biografía
Su abuelo materno, Emilio Fernández Adarve, maestro de fábrica (trabajaba como químico en la fábrica de pólvora del barrio de El Fargue de Granada) y auxiliar del Ejército, fue sentenciado a muerte el 14 de octubre de 1936 en un consejo de guerra. La sentencia dice que planeó, junto con otros, hacerse con la fábrica de pólvoras para emplearla en favor de los republicanos en la guerra civil española. Su abuela materna, Josefa García Yedra, quedó viuda y fue obligada a abandonar su domicilio en veinticuatro horas.
Su madre se llamaba Dolores Fernández García y era enfermera. Su padre fue Carlos Cano Rodríguez.
José Carlos Cano Fernández nació en Granada el 28 de enero de 1946. Sus padres se separaron y fue criado por su madre y su abuela materna, que vivían en la misma casa. Se crio escuchando a Concha Piquer, Antonio Molina, Imperio Argentina, La Niña de La Puebla y otras figuras de la copla.
Con 13 años tuvo su primera guitarra y un vecino de la tuna le enseñó a tocarla.
Cuando era joven entró en contacto con Juan de Loxa, entonces estudiante y bibliotecario en la Abadía del Sacromonte, y se movió con él en un ambiente más cultural.
En 1964 su amigo Jesús González Castillo le comentó que en Bex (Suiza) había trabajo y Carlos emigró al país alpino. Trabajó como camarero, chico de habitaciones y limpiabotas en el hotel balneario de Bex-Les-Bain. Se llevó su guitarra y, en sus ratos libres, tocaba y componía.
Regresó a Granada, donde comenzó los estudios de decorador y los veranos se iba de nuevo al extranjero a trabajar. Estuvo de camarero en Róterdam y de albañil en Alemania. Recaló en Barcelona, donde quiso estudiar electrónica. Sin embargo, siempre abandonaba sus estudios.
En Barcelona, donde había mucha emigración andaluza, empezó a sentirse como parte de un pueblo andaluz y fue donde vio por primera vez la bandera blanca y verde. Estando en Cataluña compuso su primera canción, titulada La Miseria.
Juan Loxa terminó el servicio militar obligatorio en 1967 y empezó a trabajar en la Radio Popular de Granada. A partir de entonces surgió Poesía 70, que fue primero el nombre de un grupo musical y luego un programa de Radio Popular y una revista. El número cero de la revista Poesía 70 salió en 1968. En este entorno cultural granadino estaban Juan Loxa, Carlos Cano, Antonio Mata, Enrique Moratalla y otros músicos y escritores. De este grupo surgió el Manifiesto Canción del Sur.
Carlos Cano cantó en estos ambientes. Su primer concierto lo dio en la Casa de las Américas de Granada el 18 de mayo de 1968. Tocó canciones propias y temas de Quilapayún, Violeta Parra, Joan Manuel Serrat y Paco Ibáñez.
En 1969 Carlos Cano fue a hacer el servicio militar obligatorio en Cartagena. En este lugar leyó a Miguel Hernández y se encontró con el poeta José María Álvarez.
En el número 1 de la revista Poesía 70, publicado en la primavera de 1969, hay una colaboración de Carlos Cano. Ese mismo año, escribió con Antonio Mata el himno Eso lo digo yo, que fue representado por el grupo del Manifiesto Canción del Sur en el aula magna de la Facultad de Medicina de la Universidad de Granada. En 2004 Enrique Moratalla utilizó este tema en la introducción de su disco Fabiola 2. Hacia 1969, Juan Loxa y Carlos Canos pusieron música a La canción del mariquita de García Lorca.
El 21 de julio de 1970 tuvieron lugar en Granada disturbios entre sindicalistas y la Policía en los que tres obreros murieron. Carlos Cano escribió un romance sobre estos hechos, que no llegó a publicar. Por estas fechas habló de los obreros en un recital, lo que provocó que pasase una noche bajo arresto y que fuese fichado por la Brigada Político-Social. Este hecho le llevó a escribir la canción Anochece.
Posteriormente, Carlos Cano musicalizó poemas del poemario de Lorca llamado Diván del Tamarit.
En 1972 el granadino Paco Ramírez, funcionario de la Unesco, promovió un homenaje mundial a Federico García Lorca. El poeta José García Ladrón de Guevara le dijo a Ramírez que Cano había musicalizado poemas de Lorca y por ello Carlos Cano fue invitado al homenaje en París. En la capital francesa conoció al pintor Manuel Ángeles Ortiz, al cantaor flamenco Enrique Morente, al dibujante Andrés Vázquez de Sola, a los hispanistas Marie Lafranque e Ian Gibson y a los cantantes Lluís Llach y Paco Ibáñez.
En París también conoció a Elisa Serna, con la que entabló una amistad y a la que dedicó la canción Elisa de su álbum Si estuvieran abiertas todas las puertas (1983).
Ibáñez le consiguió algunas actuaciones en París. En esta ciudad también entabló amistad con Llach, al que posteriormente dedicó la canción Siempre.
En la librería Shakespeare and Company, de la Rue Boucheri número 73, Cano colocó un cartel escrito por él para un recital de Poesía 70 en ese local, en que participaron él y Loxa. Entre los asistentes al acto estaba la escritora Simone de Beauvoir y el pintor Manuel Ángeles Ortiz.
Carlos permaneció en París un mes y medio, trabajando en los archivos de la Unesco para costearse su estancia.
Regresó a Granada, donde vivió modestamente como cantautor. Se casó en Granada en 1973 con una mujer valenciana llamada Alicia Sánchez. Cuando su esposa se quedó embarazada decidió irse de nuevo a Francia para ganar más dinero. En ese país, actuó en cafés de París y Normandía. Una semana antes del parto, ya con el dinero suficiente para afrontar la situación, fue a Valencia, donde estaba su esposa. Entonces nació su hija Amaranta.
Interesado en el andalucismo, fue hasta el municipio sevillano de Coria del Río donde se encontró con Luisa Infante, la hija mayor del andalucista Blas Infante, y comenzó a leer libros de este. Según Luisa, el que más le gustó fue La verdad sobre el complot de Tablada y el Estado Libre de Andalucía. Luisa también le enseñó el himno de Andalucía que había escrito su padre. También estuvo en Ronda, donde había tenido lugar la asamblea donde se decidieron los símbolos de Andalucía, y escribió su canción Verde, blanca, verde.
También le impactó mucho la obra del escritor Antonio Burgos titulada Andalucía, ¿tercer mundo? (1971). Burgos fue guía de Cano por Sevilla.
En 1974 fue a ver, con otro grupo de personas, al líder andalucista Alejandro Rojas-Marcos a Punta Umbría. Entonces le dijo a Rojas-Marcos que estaba dudando entre hacerse comunista para la lucha de clases, de que hablaba Eduardo Saborido, o luchar por su pueblo con los andalucistas. Rojas-Marcos fue a posteriormente a ver a Cano a Granada. En 1975 Cano se hizo militante de la Asamblea Socialista de Andalucía.
También en 1975 tuvo lugar en el Teatro Lope de Vega de Sevilla un homenaje a los sindicalistas del Proceso 1001, entre los que estaban los sevillanos Fernando Soto Martín, Francisco Acosta Orge y Eduardo Saborido Galán. En el acto actuaron Benito Moreno Hurtado y Carlos Cano, que interpretó su canción Verde, blanca, verde.
Después de esa actuación, estando con Antonio Burgos, conoció al cirujano sevillano Diego de los Santos, que tenía una nutrida biblioteca. Diego invitó a Cano a su casa y ambos comentaron las obras de Lorca, para posteriormente pasar a leer y comentar las obras de Luis Cernuda. Se estableció una relación muy estrecha entre ambos y Cano pudo conocer también a su hermano, un sacerdote salesiano andalucista llamado José María. Posteriormente, Diego visitaría la casa granadina de Carlos.
Gracias a Diego de los Santos, Carlos Cano pudo conocer personalmente al sindicalista Eduardo Saborido, entablándose otra amistad duradera entre ambos. Eduardo Saborido y Fernando Soto pasaron una semana en Granada con Carlos Cano. Eduardo, por su parte, valoraba muy positivamente que Carlos hiciera coplas con temas nuevos y sociales, cercanos al pueblo.
En 1976 sacó su primer disco, titulado A duras penas. En este álbum está su primera canción, La Miseria, interpretada con Enrique Morente. También incluye las canciones Verde, blanca, verde, El Salustiano (dedicada a los andaluces emigrantes) y Viva la grasia (dedicada a los temporeros que trabajaban en Francia).
El 5 de junio de 1976, a las cinco de la tarde, hubo un homenaje a Federico García Lorca en una plaza de Fuente Vaqueros. Este acto fue acompañado por el Manifiesto del Cinco a las Cinco. Carlos Cano firmó este manifiesto y fue uno de los que lo difundió. Estuvo presente en el homenaje y este le inspiró una canción dedicada a Lorca.
En 1977 sacó su disco A la luz de los cantares. Este incluye la canción Murga de los currelantes, donde se pide la autonomía de Andalucía y se critica a los caciques. En este álbum también puso música al poema de Rafael Alberti titulado Rota Oriental Spain, donde protestaba contra la base naval de Estados Unidos en ese municipio gaditano. Otra canción del disco, titulada El Milagro del Palmar, se burla de la nueva iglesia creada en El Palmar de Troya por el vidente Clemente Domínguez.
El 9 de junio de 1977 Carlos Cano y la Coral Polifónica de Heliópolis de Sevilla interpretaron el himno de Andalucía en Ronda en un acto del Partido Socialista de Andalucía. El himno cantado por Cano fue grabado por la discográfica Moviegraf.
El 5 de enero de 1978 nació su segunda hija: Paloma.
El 2 de abril de 1978 estuvo en el I Congreso de Cultura de Andalucía, celebrado en la catedral de Córdoba. En este acto dio un discurso Antonio Gala, en el que Carlos Cano se inspiró para escribir su canción A una bella durmiente, donde habla de una Andalucía que espera que se aborden sus problemas.
En 1978 salió su disco Crónicas granadinas, donde se menciona la toma de Granada y se rememora a Boabdil el Chico.
Carlos Cano tenía como uno de sus libros de cabecera El collar de la paloma, del andalusí Ibn Hazm. También leyó escritos del rey poeta Al Mutamid en una antología compilada por Miguel José Hagerti y su interpretación por parte de María Jesús Rubieta Mata.
En 1979 fue invitado por el Ministerio de Cultura de Cuba a la isla caribeña. Estuvo en La Habana y en la Muestra de Música Internacional que se celebró en Varadero, donde estuvo acompañado por Chico Buarque, Milton Nascimento y Silvio Rodríguez. Regresó a la capital cubana en 1983.
En 1980 el socialista Rafael Escuredo hizo campaña por Andalucía en defensa de la autonomía. Carlos Cano colaboró con él cantando en sus actos, empezando en el teatro al aire libre de Córdoba. Entre Cano y Escuredo se forjó una estrecha amistad.
En su disco de 1980, De la luna y el sol, le dedicó al rey poeta su canción El rey Al-Mutamid dice adiós a Sevilla y en su disco de 1981, El gallo de Morón, le dedicó la canción A orillas del río a Romaiquía, esposa de este monarca.
En el disco De la luna y el sol se encuentra la canción José María, dedicada al bandolero conocido como El Tempranillo, que describe como el terror de los caciques. En el álbum también está su tema El último bolero.
En el disco El gallo de Morón dedicó dos temas a los marineros: La rumba del pai-pai y la Canción de los marineros.
En 1983 el diplomático y poeta Rafael Lorente Martínez-Pontremuli le consiguió a Carlos Cano una actuación en la Universidad de Copenhague y una gira por Marruecos.
En 1983 Carlos Cano hizo campaña en las municipales junto al comunista Julio Anguita. Cano actuaba en los mítines acompañado por José Antonio Labordeta y Rafael Alberti.
También en 1983 sacó su disco Si estuvieran abiertas todas las puertas, que incluye el Tango de las madres locas, dedicado a las madres de la Plaza de Mayo que perdieron a sus hijos en la dictadura argentina. Tras escribir la canción viajó a Buenos Aires, donde habló con Hebe de Bonafini y otras madres. En este álbum también está la canción El Caso Almería, sobre tres jóvenes que fueron asesinados en el pueblo almeriense de Roquetas de Mar en 1981 por la Guardia Civil, que los confundió con miembros de la banda terrorista ETA.
En 1984 sacó su disco Cuaderno de coplas. Este incluye la canción Romance a Ocaña, dedicada al artista homosexual Ocaña, nacido en Cantillana que desarrolló su actividad en Barcelona. También está en este álbum la canción Habaneras de Cádiz, que compuso con Antonio Burgos.
Carlos Cano también guardó simpatías por el Sindicato de Obreros del Campo, estuvo en sus protestas y conoció en su seno al alcalde de Marinaleda Juan Manuel Sánchez Gordillo, al sindicalista Diego Cañamero y al sacerdote Diamantino García (al que dedicó su canción Diamantino del álbum El color de la vida de 1996).
En 1983 Carlos había conocido en Sevilla a través de Juan Teba, a una secretaria de dirección de la edición andaluza de Diario 16 llamada Eva Sánchez. Su disco de 1986, titulado A través del olvido, estaba dedicado a Eva.
En 1987 sacó su primer álbum con la discográfica estadounidense CBS Records, titulado Quédate con la copla. En este disco había algunas coplas de otros autores, como la Falsa moneda, Ay, Maricruz y Chiclanera, pero también coplas nuevas, como María la Portuguesa. Otra canción de este álbum es Habaneras de Sevilla, con letra de Antonio Burgos.
El propio Cano llegó a afirmar que se puso a cantar copla en un momento en que era un género marginal, de homosexuales y franquistas, y que su labor ayudó a normalizar la situación. El poeta Fernando Quiñones comentaba que la copla parecía reservada por entonces a mujeres y homosexuales y que Cano aportaba una voz masculina.
Carlos Cano tuvo una estrecha relación con Cádiz. Dio conciertos en la ciudad desde los años 70 y en 1988 fue pregonero del carnaval de esta ciudad junto con Antonio Burgos. En 1990 hizo del rey Baltasar en su cabalgata.
En 1988 sacó su disco Luna de abril, que tiene una canción dedicada al cantante de copla Miguel de Molina titulada Dormido entre rosas.
En 1992 sacó su disco Mestizo, con influencias iberoamericanas. En este está la canción Qué desespero dedicada al grupo mexicano Los Panchos, la bossa nova Corazón de sirena dedicada al obispo en Brasil Pedro Casaldáliga y el Verigües fandango, donde menciona la Exposición Universal de Sevilla.
Estuvo implicado en diversas causas sociales. En octubre de 1992 alquiló el cortijo La Rehoya del pueblo granadino de Órgiva para ayudar en él a niños del Sahara Occidental. En 1993 era presidente de la Fundación Alhayat, creada en Sevilla para ayudar a los niños africanos. El 9 de julio de 1993 actuó en Madrid el concierto Pro-vitaminas para los niños de Cuba, el 18 de enero de 1994 actuó de nuevo en Madrid en el Concierto urgente por los pueblos indígenas de Colombina y el 8 de abril de 1994 actuó en Sevilla en un concierto en apoyo a los trabajadores de Santana y Gillette. El 3 de abril de 1995 sustituyó al juez Baltasar Garzón en la presidencia del patronato de la Fundación por los Pueblos Indígenas y, en el otoño de 1995, participó en una recogida de alimentos en Santa Cruz de Tenerife.
El 20 de mayo de 1995, en Granada, sintió un dolor que interpretó que eran piedras en el riñón y salió con su esposa Alicia a buscar una inyección de butilescopolamina. Fue ingresado en el Hospital de la Inmaculada primero y luego en el Hospital Ruiz de Alda (actualmente llamado Virgen de las Nieves). Se le diagnosticó un cólico nefrítico asociado a un aneurisma disecante de aorta descendente. Su madre había muerto de aneurisma de aorta en 1986. Le dijeron que en Nueva York eran especialistas en la operación que necesitaba. Se trasladó a esa ciudad estadounidense para ser tratado en el Instituto Cardiovascular del Hospital Monte Sinaí por el cardiólogo español Valentín Fuster. Este le propuso ser operado, con un 80% de probabilidades de supervivencia. La operación fue llevada a cabo con éxito por el cirujano Rendall Greep. El 4 de junio abandonó el hospital. Posteriormente, declaró que sentía que había vuelto a nacer: "Nací en Nueva York, provincia de Granada, un 25 de mayo de 1995, una noche de luna, volando en un avión".
Cuando se enteró de que Eva Sánchez, con quién había retomado su relación, estaba embarazada de un hijo suyo se lo dijo a sus hijas y empezó a vivir con Eva. Por entonces se construyó una casa en el municipio sevillano de Espartinas.
El 19 de enero de 1996 Carlos Cano y Eva Sánchez tuvieron a su hijo Pablo. El hijo fue bautizado en Sevilla por el sacerdote José Chamizo, que posteriormente fue Defensor del Pueblo Andaluz.Tres años después, Eva y Carlos rompieron.
En 1996 salió su álbum El color de la vida. Este incluye la canción Srebenica, donde habla de la matanza de musulmanes bosnios que tuvo lugar en esa ciudad en 1995 bajo el mando de Radovan Karadžić y de Edin Puzic, un bosnio que abandonó el ejército y se integró en la Cruz Roja. El disco también tiene la canción Laila, sobre una mujer argelina en París que había vivido la guerra contra los pieds-noirs y la guerra civil argelina.
En 1996 el periodista granadino Francisco Vigueras lanzó un manifiesto para transformar el 2 de enero, fiesta de la toma de Granada por los Reyes Católicos, en un día dedicado a la tolerancia. Entre los firmantes estaban Carlos Cano, Federico Mayor Zaragoza, Amin Maalouf, Juan Goytisolo y Yehudi Menuhin. El alcalde de Granada criticó a Carlos Cano por esto y él respondió con su canción Moros y cristianos del álbum El color de la vida.
En 1998 dio el pregón de la Feria de Algeciras. Ese año firmó un manifiesto de la Asamblea Civil de Andalucía para conmemorar los veinte años de la lucha por la autonomía.
Con motivo del centenario del nacimiento de Federico García Lorca, Carlos Cano quiso poner música a todos los poemas de la obra Diván del Tamarit. Diwan es una palabra árabe para designar a las colecciones de poemas que, en función de su métrica y temática, se clasificaban como gacelas y casidas. Se grabó un álbum de dos discos en Madrid entre enero y febrero de 1998. Los técnicos tuvieron que desplazarse a la capital británica para grabar a la Orquesta Filarmónica de Londres y a San Sebastián para grabar al Orfeón Donostiarra. El álbum contó con la colaboración de Bob Painter (piano), John Parsons (guitarra eléctrica), Andreas Prittwitz (saxofón), Benjamín Torrijo (piano), Gualberto García (sitar) y Suhail Serghini (laúd). Los cantantes que participaron en este proyecto fueron: Paco Ibáñez, Javier Krahe, Pablo Guerrero, José Antonio Labordeta, Joaquín Díaz González, Chicho Sánchez Ferlosio, Alberto Pérez Lapastora y Luis Pastor, que mezclan sus voces en la Casida del llanto; Marina Rossell, Javier Ruibal, Clara Montes y Navajita Plateá, que mezclan sus voces en la Casida del herido por el agua; José Menese, en la Gacela del amor desesperado; y Santiago Auserón y Rasha, en la Casida de la mujer tendida. El torero Curro Romero contribuyó con un "olé" en la Casida del sueño al aire libre.
Con sus discos La copla, memoria sentimental (1999) y De lo perdido y otras coplas (que salió póstumamente, en 2001), Carlos Cano quiso recopilar canciones que iban desde la Segunda República hasta la Transición.
Entre noviembre de 1999 y junio de 2000 grabó el disco De lo perdido y otras coplas. Contó con Juan Vinader como ingeniero de sonido, con la guitarra de Juan Manuel Cañizares, el bandoneón de Pablo Mainetti y con la colaboración de la Camerata Romeu de Cuba, la Orquesta Filarmónica de Praga, la Banda Sinfónica Municipal de Madrid y el Coro La Caleta de Cádiz dirigido por Julio Pardo Merelo. El disco fue lanzado en 2001. En la versión de María la Portuguesa de este disco el estribillo del final es cantado por Amália Rodrigues y fue grabado en Lisboa en 1987.
En 2012 la discográfica EMI Music publicó el disco Última gira: Granada, Nueva York, La Habana, que incluye canciones grabadas en conciertos suyos en Madrid, La Habana, Calasparra, Jumilla, Alicante, Almansa y Nueva York entre 1999 y 2000. En este álbum está la canción Yo te amo, ciudad, dedicada a La Habana. El disco iba acompañado de un libro donde Miguel Ríos, Javier Krahe, Luis Eduardo Aute, Estrella Morente, Luis Pastor, Martirio, María Dolores Pradera y José Luis Sampedro expresan su admiración por Carlos Cano.
En 1999 dio un concierto benéfico en Pontevedra en favor de la ONG Proyecto Mundo que, entre otras actividades, llevaba a cabo un programa para niños llamado Tengo un amigo en La Habana. Este programa le llevó a pensar en su proyecto discográfico Así cantan los niños de Cuba. Proyecto Mundo y la Organización de Pioneros José Martí se sumaron al esfuerzo. Para llevarlo a cabo, Cano realizó unos tres viajes a Cuba. Realizó un casting en la Plaza de la Revolución de La Habana para escoger a los niños cantores. En este disco se encuentra la canción Guajira guantanamera, cantada con Compay Segundo. El álbum salió con el sello discográfico de Dalur Discos (que el mismo Cano había creado) en el 2000.
El 16 de octubre de 2000 Carlos Cano estaba actuando en el Teatro Lope de Vega de Sevilla. Ese mismo día ETA asesinó al otorrinolaringólogo Antonio Muñoz Cariñanos en su consulta sevillana. Cano dijo desde el escenario: "La barbarie acaba de caer sobre un hombre dedicado a cuidar la voz, la palabra, el sonido, la vida".
El 28 de noviembre de 2000 subió a un avión en Granada con destino a Madrid para presentar su álbum Así cantan los niños de Cuba. Sin embargo, no llegó a despegar debido a la arteriosclerosis y fue ingresado en el Hospital San Cecilio, donde falleció el 19 de diciembre.
El ataúd fue trasladado al salón de plenos del Ayuntamiento de Granada, cubierto por la bandera de Andalucía y la de Granada. Numerosas personalidades y admiradores pasaron frente al mismo. Se decretaron tres días de luto en la ciudad. Muchos ayuntamientos andaluces, como el de Sevilla, pusieron las banderas a media asta. El 20 de diciembre el ataúd fue trasladado al Cementerio de San José, donde el sacerdote escolapio Enrique Iniesta dio un discurso con frases de Blas Infante, Federico García Lorca y el propio Carlos Cano. El cuerpo fue incinerado.
Carlos Cano y María Dolores Pradera iban a grabar un disco juntos, pero el fallecimiento de Cano lo impidió. Pradera terminó grabando en solitario el disco A Carlos Cano, que salió en 2001.
En 2001 se publicó Que naveguen los sueños, un disco donde, con las técnicas de grabación, Cano cantaba en dueto con diversos artistas: Miguel Ríos, Joan Manuel Serrat, Clara Montes, María Dolores Pradera, Martirio, Luis Eduardo Aute y Raúl Alcover, entre otros.
Pasión Vega le dedicó en 2014 el disco Pasión por Cano.

## Discografía

### Estudio
- A duras penas (1976)
- A la luz de los cantares (1977)
- Crónicas granadinas (1978)
- De la luna y el sol (1980)
- El gallo de Morón (1981)
- Si estuvieran abiertas todas las puertas (1983)
- Cuaderno de coplas (1985)
- A través del olvido (1986)
- Quédate con la copla (1987)
- Luna de abril (1988)
- Ritmo de vida (1989)
- Mestizo (1992)
- Forma de ser (1994)
- El color de la vida (1996)
- Diván del Tamarit (1998)
- La copla, memoria sentimental (1999)
- De lo perdido y otras coplas (2000)
- Manifiesto Canción del Sur, de la memoria contra el olvido (1968-2004)

### En directo
- En directo (1990)
- Algo especial (1995)
- Última gira (2012)

### Recopilatorio
- Lo mejor de Carlos Cano (1995)
- Chiclanera y otros grandes éxitos (1996)
- Grandes canciones (1997)
- Que naveguen los sueños (2001)
- Mis 30 grandes canciones (2001)
- Una vida de copla (2006)
- Viva Carlos Cano (2020) con la participación de su hijo Pablo Cano

## Reconocimientos
- 22 de octubre de 1996: Medalla de Oro de la ciudad de Granada.[95]
- 28 de febrero de 2001: Hijo predilecto de Andalucía a título póstumo.[96][97]
- 28 de marzo de 2001: Hijo adoptivo de Cádiz a título póstumo.[98]

### Lugares con su nombre

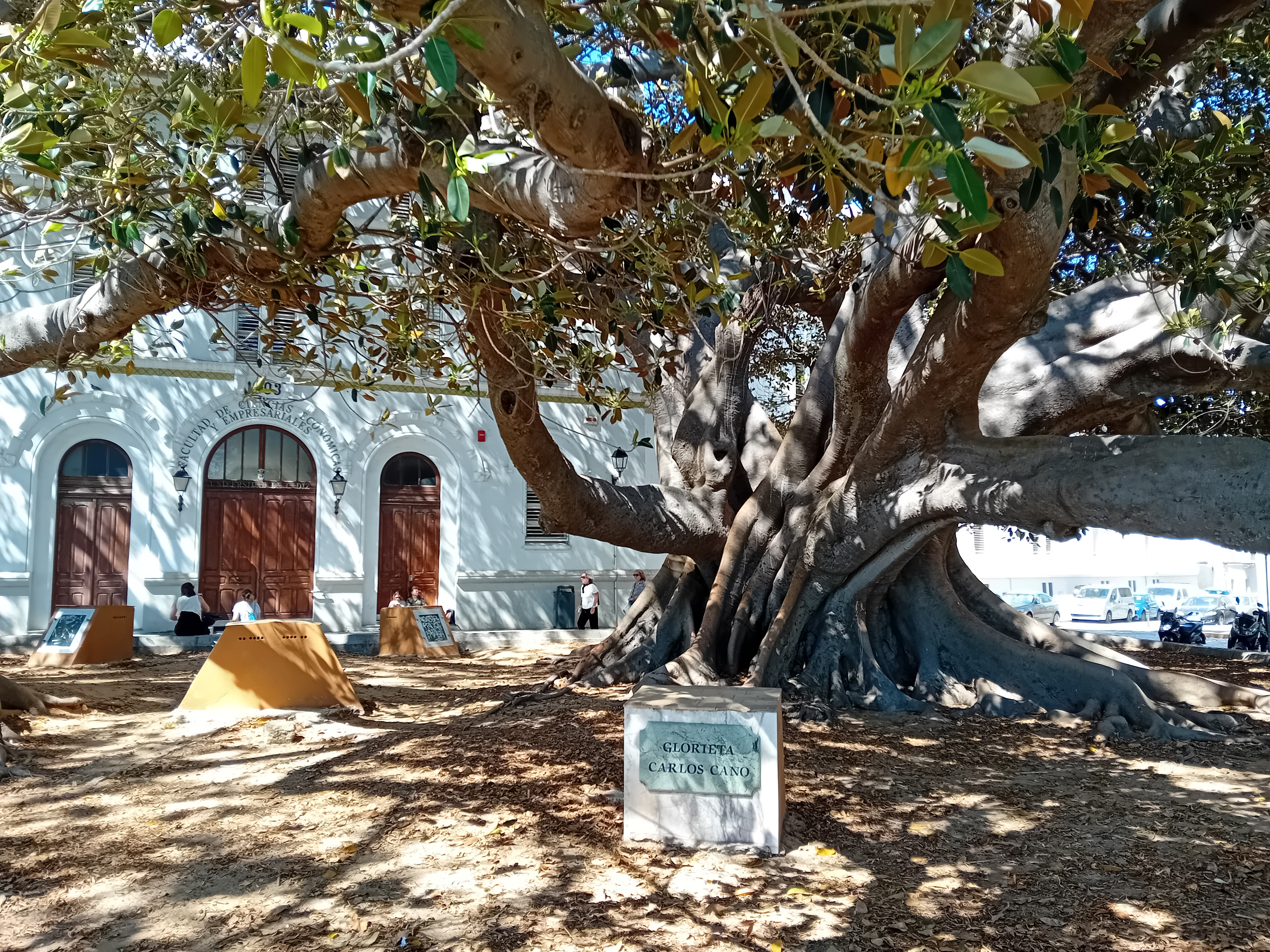
Glorieta de Carlos Cano en Cádiz.

En el 2000 le pusieron su nombre a una glorieta en una de las entradas a la ciudad de Sevilla, donde están los nombres de las ocho provincias andaluzas, hay un monolito con el himno de Andalucía y ondea la bandera autonómica. En 2001 se le dio su nombre a una glorieta de Cádiz.
Tiene plazas con su nombre en Granada (barrio del Realejo), Cenes de la Vega, Almería, Salobreña, Lebrija, Isla Mayor, Camas, Mairena del Aljarafe, Puerto Real, Puerto Serrano y Ronda. Hay calles con su nombre en Córdoba, Cájar, Tomares, Sanlúcar la Mayor, Espartinas, Vélez-Málaga, Málaga, Bailén, Los Villares, Vera, Estepona, Gibraleón, Isla Cristina, Niebla, Almonte y Ayamonte. En Rioja tiene una avenida.
En Fuenlabrada tiene un colegio con su nombre y en Los Barrios un instituto de educación secundaria.